# Coenophlebia archidona
Coenophlebia archidona (denominada popularmente, em inglês, Magnificent Leafwing) é uma borboleta neotropical da família Nymphalidae e subfamília Charaxinae, encontrada na Colômbia, Equador, Peru, Bolívia e região Amazônica do Brasil, na floresta tropical e subtropical úmida, em transição para floresta nublada, em altitudes de até 800 metros. Foi classificada por William Chapman Hewitson, com a denominação de Siderone archidona, em 1860; com seu tipo nomenclatural coletado no Vice-Reino de Nova Granada (oeste da América do Sul; Equador) e descrito na obra Illustrations of new species of exotic butterflies: selected chiefly from the collections of W. Wilson Saunders and William C. Hewitson. É considerada a única espécie de seu gênero (táxon monotípico), antes pertencente ao gênero Anaea; com Coenophlebia sendo o seu subgênero.

## Descrição
Adultos desta espécie, do sexo masculino, vistos por cima, possuem as asas de contornos falciformes e com envergaduras chegando de 9 a até 10 centímetros, de tonalidades que vão do amarelo ao alaranjado; além de apresentar uma área castanho-enegrecida na metade superior e exterior das asas anteriores, com um desenho característico e com o formato das asas dianteiras adquirindo a conformação de um pecíolo foliar em seu ápice. Vistos por baixo, apresentam a semelhança com uma folha carcomida, morta por algum tempo e a apodrecer no solo úmido; com marcas que imitam, de maneira muito eficaz, a nervura central e suas venações; aglomeradas de minúsculos pontos transparentes e de forma irregular que simulam perfeitamente perfurações causadas por pequenos insetos; tecida com manchas em prata que assemelham-se a gotas de orvalho ou ao muco de moluscos terrestres.

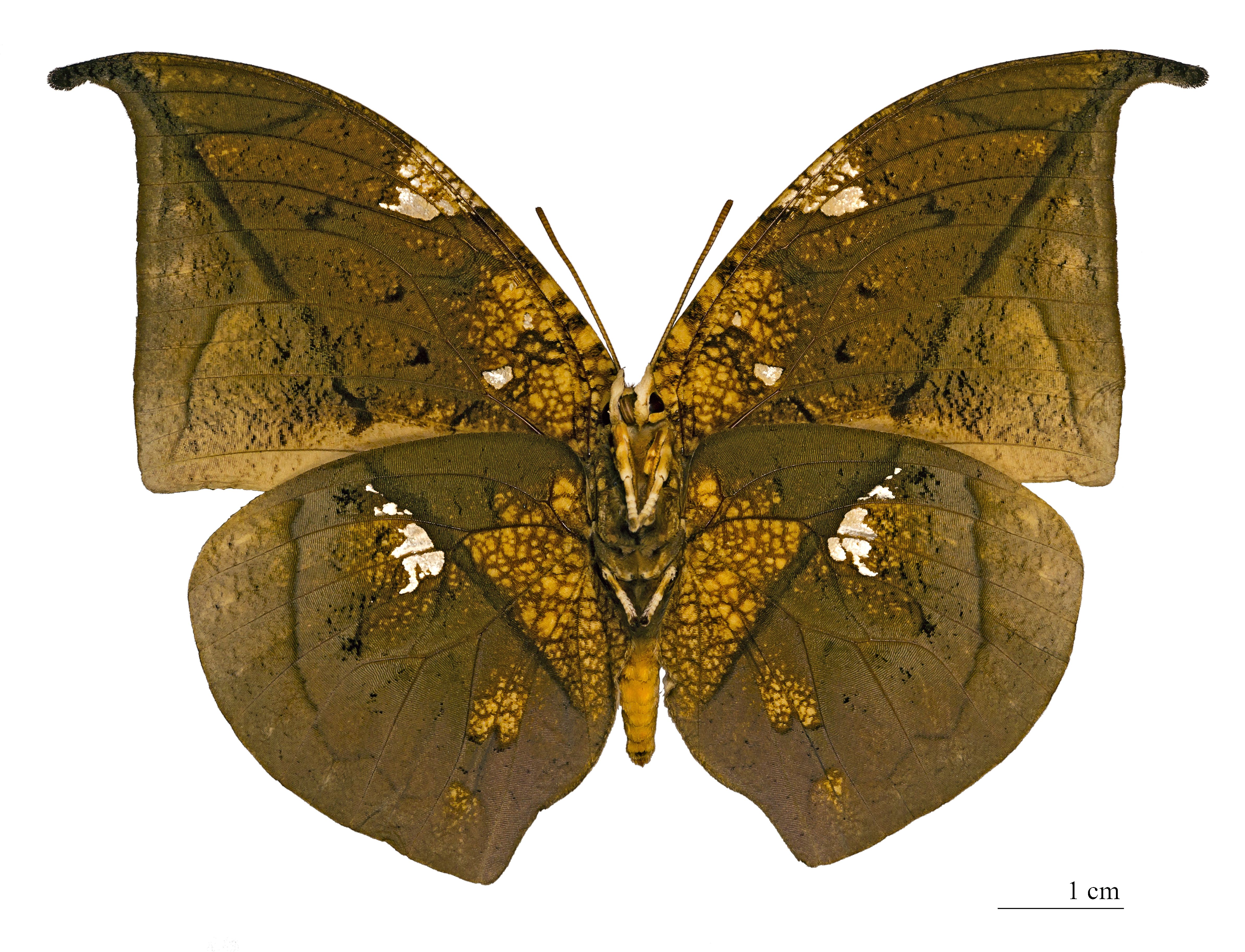
Fotografia do macho de C. archidona, vista superior.
- Fotografia do macho de C. archidona, vista inferior.

## Hábitos
Coenophlebia archidona pode ser encontrada se alimentando das substâncias resultantes da exsudações em folhagens e no solo. Ao alimentar-se ela parece ser extremamente "confiante" sobre a eficácia de sua camuflagem, sendo extremamente tolerante com as perturbações de abelhas, vespas e formigas.